# Haneko Takayama
Haneko Takayama (高山 羽根子, Takayama Haneko, 9 de maio de 1975) é uma escritora japonesa, ganhadora do Prêmio Akutagawa e do Prêmio Literário Fumiko Hayashi, e uma de suas coletâneas de contos foi indicada ao Prêmio Nihon SF Taisho.

## Biografia
Haneko Takayama nasceu em 9 de maio de 1975 em Toyama, Japão, e graduou-se na Universidade de Arte de Tama. A autora estreou na carreira literária com o conto de ficção científica Udon Kitsune-tsuki no (うどんキツネつきの), e recebeu sua primeira indicação no recém-criado Prêmio Sōgen SF, em 2010, sendo publicado em uma antologia com os indicados ao prêmio. Udon Kitsune-tsuki no foi republicado mais tarde, em 2014, em uma coletânea de contos de Takayama. Essa coletânea foi finalista no 36º Prêmio Nihon SF Taisho.
Em 2012, Takayama recebeu o 2º Prêmio Literário Fumiko Hayashi por Taiyō no soba no shima (太陽の側の島), que conta a história de uma mulher e um soldado a partir de cartas e diários ficcionais. Além de receber um milhão de ienes, o prêmio incluiu a publicação da história na edição de abril da revista Fujin Kōron.
Em 2018, a coletânea de contos Objectum (オブジェクタム, Obujekutamu) foi publicada pela Asahi Shimbun. A coletânea incluiu a republicação do conto Taiyō no soba no shima (太陽の側の島). Objectum foi posteriormente indicando como finalista do 39º Prêmio Nihon SF Taisho. Neste mesmo ano, Ita basho (居た場所) foi publicado na Bungei, recebendo uma boa crítica de Atsushi Sasaki, além de ser indicado para o 160º Prêmio Akutagawa. O livro permaneceu na primeira rodada de avaliação do prêmio, com os membros do comitê elogiando a atmosfera criada no enredo, mas o comitê final concluiu que alguns elementos de fantasia estavam insatisfatórios, e premiaram outros dois autores. Seis meses mais tarde, o livro Come Gather Round, People (カム・ギャザー・ラウンド・ピープル) foi publicado pela Subaru e indicado para o 161º Prêmio Akutagawa.
Em 2020, Haneko Takayama ganhou o 163º Prêmio Akutagawa pelo livro Shuri no uma (首里の馬), um romance inspirado em suas viagens por Okinawa. Shuri no uma conta a história de um museólogo em Okinawa e sua reação ao ver um tipo de cavalo nativo da ilha. O romance também foi indicado para o Prêmio Yukio Mishima.

## Prêmios
- 2016 - 2º Prêmio Literário Fumiko Hayashi - Taiyō no soba no shima (太陽の側の島)[11][12]
- 2020 - 163º Prêmio Akutagawa - Shuri no uma (首里の馬)[13]